# Газопуи
Газопуи́ (фр. Gazaupouy) — коммуна во Франции, находится в регионе Юг — Пиренеи. Департамент — Жер. Входит в состав кантона Кондом. Округ коммуны — Кондом.
Код INSEE коммуны — 32143.

## География
Коммуна расположена приблизительно в 560 км к югу от Парижа, в 95 км северо-западнее Тулузы, в 45 км к северу от Оша.
На западе коммуны протекает река Овиньон.

## Климат
Климат умеренно-океанический. Лето жаркое и немного дождливое, температура часто превышает 35 °С. Зимой часто бывает отрицательная температура и ночные заморозки. Годовое количество осадков — 700—900 мм.

## Население
Население коммуны на 2010 год составляло 285 человек.
| 1962 | 1968 | 1975 | 1982 | 1990 | 1999 | 2010 |
| ---- | ---- | ---- | ---- | ---- | ---- | ---- |
| 456  | 414  | 347  | 316  | 292  | 297  | 285  |

## Администрация
| Период | Период | Фамилия      | Партия | Примечания |
| ------ | ------ | ------------ | ------ | ---------- |
| 2001   | 2020   | Ги Сен-Мезар |        |            |

## Экономика
В 2010 году среди 175 человек трудоспособного возраста (15-64 лет) 128 были экономически активными, 47 — неактивными (показатель активности — 73,1 %, в 1999 году было 73,4 %). Из 128 активных жителей работали 122 человека (64 мужчины и 58 женщин), безработных было 6 (2 мужчин и 4 женщины). Среди 47 неактивных 18 человек были учениками или студентами, 18 — пенсионерами, 11 были неактивными по другим причинам.

## Достопримечательности
- Башня Эстрепуи (XIII век). Исторический памятник с 1982 года[4]

## Фотогалерея

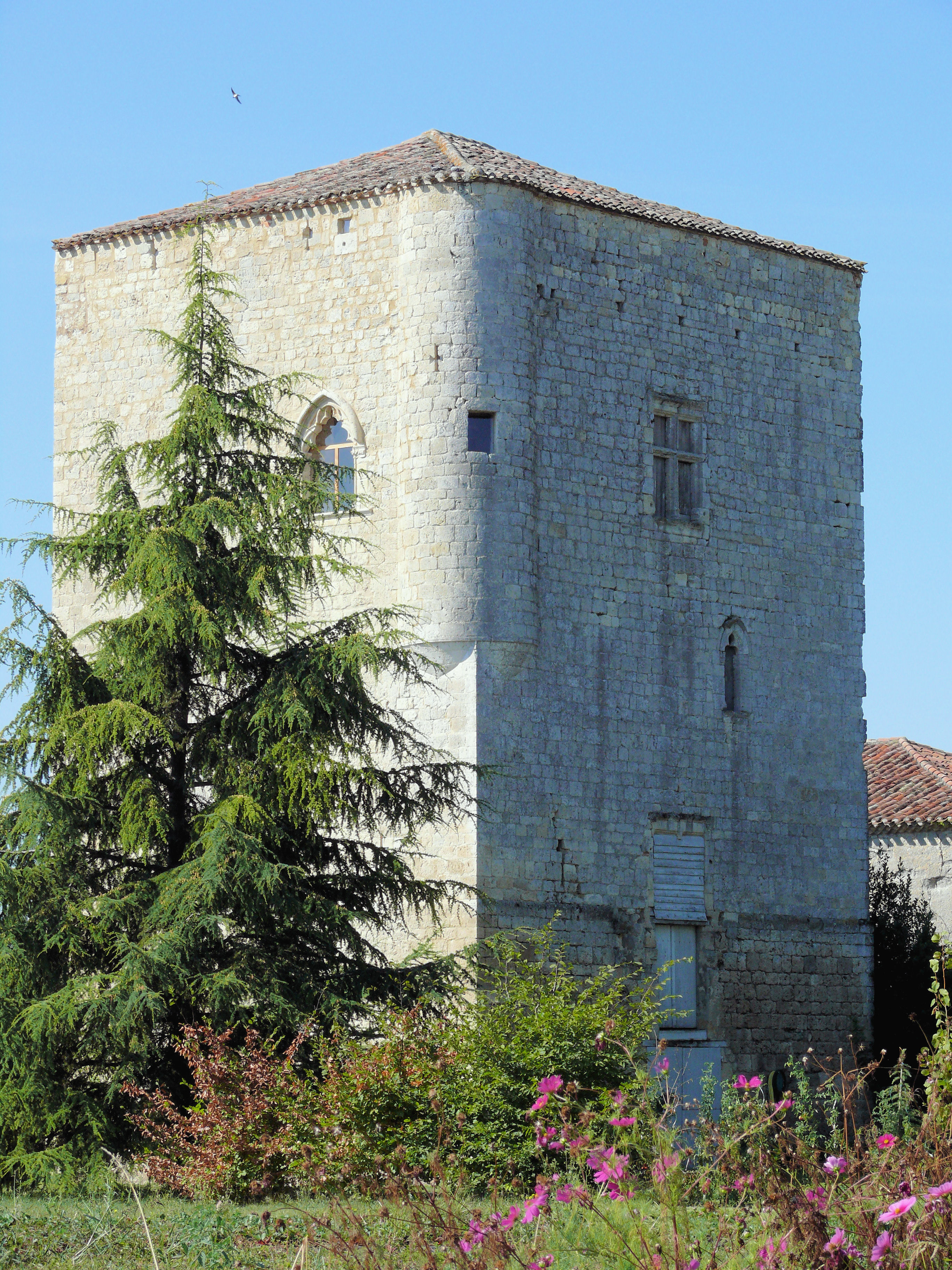
Башня Эстрепуи
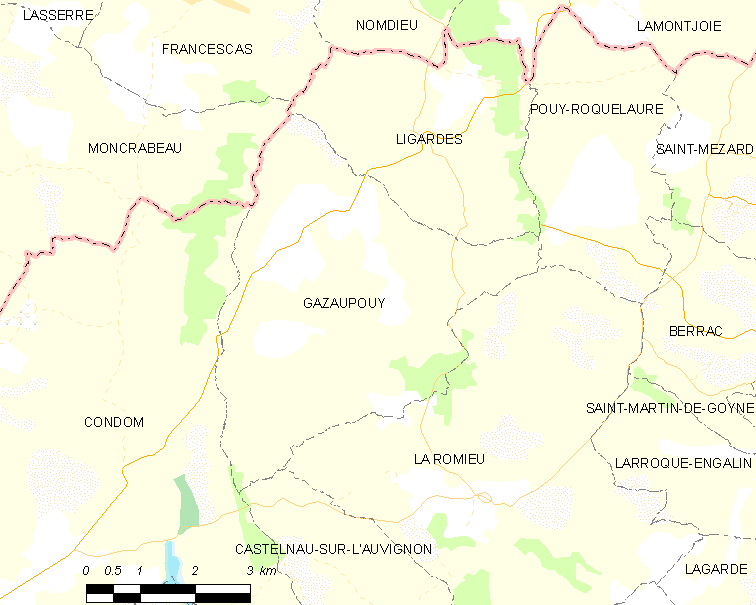
Карта коммуны